# Грос-адмірал

Нарукавна нашивка німецького грос-адмірала

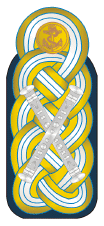
Погон німецького грос-адмірала

Грос-адміра́л (нім. Grossadmiral, або Großadmiral) — вище військове звання у військово-морських силах Австро-Угорщини (1867–1918), Німецької імперії (1871–1918) та Третього Рейху (1933–1945). Йому відповідало звання генерал-фельдмаршал у сухопутних військах та ВПС Німецької імперії (1871–1918) та Третього Рейху (1933–1945). В Австро-Угорщині (1867–1918) йому відповідало звання генерал-полковника. 

## Грос-адмірали

### Австро-Угорщина
- 5 травня 1916 — Антон Гаус (1851–1917)
- 1 листопада 1916 — Карл, ерцгерцог Австрійський, в 1916–1918 Карл I, імператор Австро-Угорщини (1887–1922)
- 9 жовтня 1916 — Генріх, принц Прусський (1862–1929)
- 1917 — Вільгельм II, імператор Німеччини (1859–1941)

### Німецька імперія
- 3 травня 1900 — Вільгельм II, імператор Німеччини (1859–1941)
- 28 червня 1905 — Ганс фон Кестер (1844–1928)
- 13 липня 1905 — Оскар II, король Швеції і Норвегії (1829–1907)
- 4 вересня 1909 — Генріх, принц Прусський (1862–1929)
- 27 січня 1911 — Альфред фон Тірпіц (1849–1930)
- 31 травня 1918 — Геннінг фон Гольцендорф (1853–1919)

### Третій Рейх
- 1 квітня 1939 — Еріх Редер (1876–1960)
- 30 січня 1943 — Карл Деніц (1891–1980), звання грос-адмірал присвоєно минаючи звання генерал-адмірал.